# Ganonema nigripenne
Ganonema nigripenne là một loài Trichoptera trong họ Calamoceratidae. Chúng phân bố ở miền Cổ bắc.